# Perec Rozenberg
Perec Rozenberg (hebrejsky פרץ רוזנברג‎, žil 11. září 1919 – 25. října 2008) byl izraelský vynálezce a výsadkář, který se během druhé světové války zúčastnil zvláštní výsadkářské mise v Evropě, jejímž cílem bylo pomoci válečnému úsilí Spojenců a rovněž decimovaným židovským komunitám.

## Biografie
Narodil se v Maďarsku, a když mu byl rok, jeho rodina emigrovala do britské mandátní Palestiny. Během studií na gymnáziu Herzlija vstoupil do Hagany a specializoval se jako rádiový operátor. V roce 1942 se jako dobrovolník přihlásil do speciální výsadkářské mise, v jejímž rámci byl vycvičen britskou armádou. V květnu 1943 seskočil nad Jugoslávií, kde se přidal k partyzánům Josipa Tita. Byl vůbec prvním židovským výsadkářem, který v rámci mise nad Evropou seskočil. Rozenberg sloužil jako operátor rádiového vysílače a předával Britům informace od partyzánů. Koncem téhož roku se přes Itálii vrátil zpět do Palestiny, potažmo do mošavu Bejt Še'arim.
Po vzniku Izraele v květnu 1948 sloužil ve válce za nezávislost v armádním sboru vědeckého výzkumu a vývoje (CHEMED). Po válce byl jmenován operačním důstojníkem izraelské policie a po dokončení studií na Technionu se vrátil zpět do mošavu a pracoval jako zemědělec. Při této práci si uvědomil potřebnost a zároveň nedostatek vody a vyrobil několik vynálezů ekologicky šetrného používání vody, které si nechal patentovat.